# Anibontes
Anibontes é um gênero de aranhas da família Linyphiidae descrito em 1924.